# 奥里亚河畔阿莱格里亚
奧里亞河畔阿莱格里亚（西班牙語：Alegría de Oria）是西班牙巴斯克自治区吉普斯夸省的一个市镇。总面积8平方公里，总人口1583人（2001年），人口密度198人/平方公里。